# Rhapsody of Fire
Rhapsody of Fire (tidligere Rhapsody) er et italiensk symfonisk powermetal band, der blev dannet af Luca Turilli og Alex Staropoli, og som er bredt anerkendt som pionerer inden for den symfoniske powermetal-genre.
Siden dannelsen i 1993 som Thundercross, har bandet udgivet 12 studiealbum, to livealbum, to EP'er og en live DVD. Rhapsody of Fire er kendt for deres konceptuelle tekster er en fantasyfortælling over alle deres albums fra 1997 til 2011. Efter at have brugt navnet Rhapsody i næsten 10 år ændrede bandet deres navn til Rhapsody of Fire i 2006 som følge af rettighedsproblemer.
Efter udgivelsen af albummet From Chaos to Eternity i 2011, der afsluttede The Dark Secret Saga, og efter 18 år som medleder af bandet forlod Turilli i fordragelighed Rhapsody of Fire for at danne sit nye Rhapsody band kaldet Luca Turilli's Rhapsody, sammen med to andre medlemmer, der forlod gruppen med ham (Patrice Guers og Dominique Leurquin). De beskriver deres diskografi som en parallel til Rhapsody of Fires diskografi, og at deres første album var deres eget "Rhapsodys 11. album". De betragter det heller ikke som om, at de forlod bandet, men snarere at det blev delt i to.
I 2016 forlod yderligere to medlemmer som længde havde været en del af gruppen; Fabio Lione og Alex Holzwarth, for at blive genforenet med Turilli, Leurquin og Guers, for at spille under navnet Rhapsody til deres 20th Anniversary Farewell Tour; i december 2018, adskillige måneder efter at Luca Turillis Rhapsody nu var inaktivt, annoncerede Turilli dannelsen af et nyt Rhapsody-band med navnet Turilli / Lione Rhapsody, med den samme sammensætning som 20th Anniversary Farewell Tour (der således genskabte den oprindelige sammensætningen fra 2002-2011 i det originale band).

## Medlemmer
| Current members - Alex Staropoli – keyboards (1993–nu) - Roberto De Micheli – lead guitar (2011–nu), rhythm guitar (2013–nu) - Alessandro Sala – bas (2015–nu) - Giacomo Voli – forsanger (2016–nu) - Paolo Marchesich – trommer (2020–nu) Former members - Luca Turilli – lead guitar (1993–2011), rytmeguitar (1993–2000), forsanger (1993) - Cristiano Adacher – forsanger (1993–1995) - Andrea Furlan – bas (1993–1995) - Daniele Carbonera – trommer (1993–1999) - Fabio Lione – forsanger (1995–2016) - Alessandro Lotta – bas (1998–2002) - Alex Holzwarth – trommer (2000–2016) - Patrice Guers – bas (2002–2011) - Tom Hess – rytmeguitar (2011–2013) - Oliver Holzwarth – bas (2011–2014) - Manu Lotter – trommer (2016–2020) | Sessionsmusikere - Manuel Staropoli – studie baroque recorders (1997–nu), komposition (2013–nu) - Leone Conti – live bas (2020–nu) Tidligere sessionsmusikere - Robert Hunecke-Rizzo – studiebass (1997) - Sascha Paeth – studiebass (1997, 2002, 2014–2015) - Jay Lansford – studie fortæller (1997–2002) - Thunderforce – studietrommer (2000–2002) - Dominique Leurquin – live. og studieguitarer (2000–2011) - Petr Pololanik – studie dirigent og orkestration (2004, 2006) - Christopher Lee – studie fortæller, talt vokal, lejlighedsvis sang (2004–2011, 2019) - Vito Lo Re – orkesterdirigent (2013, 2016, 2019) |

Tidslinje

## Diskografi

### Studiealbums
- Legendary Tales (1997)
- Symphony of Enchanted Lands (1998)
- Dawn of Victory (2000)
- Rain of a Thousand Flames (2001)
- Power of the Dragonflame (2002)
- Symphony of Enchanted Lands II – The Dark Secret (2004)
- Triumph or Agony (2006)
- The Frozen Tears of Angels (2010)
- From Chaos to Eternity (2011)
- Dark Wings of Steel (2013)
- Into the Legend (2016)

### EP'er
- The Dark Secret (2004)
- The Cold Embrace of Fear – A Dark Romantic Symphony (2010)

### Opsamlingsalbum
- Tales from the Emerald Sword Saga (2004)
- Legendary Years (2017)

### Livealbums
- Live in Canada 2005: The Dark Secret (2006)
- Live – From Chaos to Eternity (2013)
- Live in Atlanta (2014)

### DVD'er
- Visions from the Enchanted Lands (2007)

### Demoer
- Land of Immortals (1994)
- Eternal Glory (1995)